# Micropodabrus jendeki
Micropodabrus jendeki là một loài bọ cánh cứng trong họ Cantharidae. Loài này được Svihla miêu tả khoa học năm 2005.